# Bose-Einstein-kondensat
Et Bose-Einstein-kondensat (BEC) opstår enten ved afkøling af en bosongas til ekstremt lave temperaturer eller opvarmning af en fermiongas til ekstremt høje temperaturer. BECet er karakteriseret ved, at bosonerne og fermionerne i kondensatet alle opfører sig ens og dermed opfylder den samme bølgefunktion givet ved Schrödingerligningen.

## Teori
BECet er et såkaldt kvantefysisk system, der opfører sig i overensstemmelse med kvantemekanikken (en:Introduction to quantum mechanics), eftersom et BEC kun besætter en enkelt kvantetilstand (korrespondensprincip, en:Correspondence principle). Dermed kan BECet beskrives vha. de love og formler, der er indeholdt i kvantemekanikken.
Et BEC opstår ved en såkaldt kritisk temperatur, Tc, der er defineret som den temperatur, hvor en makroskopisk delmængde af den atomsky (termisk atomsky), hvoraf BECet dannes, pludselig okkuperer den laveste kvantetilstand (det kan forklares ud fra den egenskab, at bosoner ikke adlyder Paulis udelukkelsesprincip). Dvs. at disse partiklers energi bliver så lav, som overhovedet muligt (partiklernes bevægelsesmængde (impuls) er lille).
Dét, at partiklernes bevægelsesmængde er lille, er ensbetydende med, at deres bølgelængde er stor, hvilket ses af de Broglies formel herunder:
p=h/λ
hvor p er impulsen, h er plancks konstant, og λ (lambda) er bølgelængden
Når denne makroskopiske delmængde af partikler pludselig okkuperer den lavest mulige kvantetilstand, vil partiklerne lappe over hinanden (Partikel-bølge dualitet), så samtlige partikler i den makroskopiske delmængde kan forstås som én stor bølge, der kan beskrives vha. Schrödingerligningen.

## Historie
BECs eksistens blev første gang forudsagt i 1920'erne. Den indiske fysiker S. N. Bose udledte Plancks strålingslov (sortlegeme) ved den antagelse, at fotoner er uskelnelige partikler (bosoner). Da det ikke var muligt at få publiceret sin teori, sendte Bose sine notater til den anerkendte fysiker Albert Einstein for at få teorien publiceret. Einstein oversatte Boses artikel fra engelsk til tysk og sendte på Boses vegne artiklen til Zeitschrift für Physik, der trykte artiklen i 1924. Einstein videreudviklede i to artikler herefter teorien om uskelnelige partiler til også at omfatte partikler med en masse. Ved at udvide teorien til partikler med en masse indså Einstein, at der måtte eksistere en særlig tilstandsform ved ekstremt lave temperaturer omkring det absolutte nulpunkt, et såkaldt Bose-Einstein kondensat.
Først den 5. juni 1996 lykkedes det to amerikanske fysikere ved University of Colorado at Boulder, Cornell og Wiemann, at fremstille et Bose–Einstein kondensat. Nogle få måneder senere lykkedes det, uafhængigt af Cornell og Wiemann, en forskergruppe ved MIT
under ledelse af tyskfødte Ketterle at fremstille et BEC. For påvisningen af BEC modtog Cornell, Wieman og Ketterle i 2001 Nobelprisen i fysik.

## Fremstillingsmetode
BECet fremstilles ved at nedkøle den termiske atomsky, som fastholdes i et magnetfelt (magneto optisk fælde). Dette sker gennem to trin:
1) Laserkøling, hvor atomerne nedkøles til omkring 150 μKelvin
2) Fordampningskøling, hvor atomskyen nedkøles til BEC-regi
Under fordampningskølingen vil den termiske atomsky på et tidspunkt nå den kritiske temperatur, Tc, ved hvilken temperatur BECet opstår. Tager man et såkaldt absorptionsbillede af atomskyen, ses BECet i midten af den termiske atomsky, som et område hvor atomtætheden er særlig stor. 

## Ekspansion af BEC kontra ekspansion af termisk sky
I det tændte magnetfelt vil både den termiske skys og BECets udstrækning være bestemt af magnetfeltets fældevinkelfrekvenser, w. I eksperimentet vil man ofte se, at magnetfeltets fældefrekvenser i hhv. x-, y- og z-aksens retning i et Kartesisk koordinatsystem (med origo i midten af atomskyen (atomsky = både den termiske atomsky og BECet, som dannes i midten af den termiske atomsky)) er indstillet sådan, at atomskyen får form som en cigar eller zeppeliner, da det har visse eksperimentelle fordele. Atomskyen er dermed mere udstakt i fx z-aksens retning end i x- og y-aksens retning.
Ved at slukke for magnetfeltet, som fastholder den lille klump af atomerne (atomskyen), er det muligt at iagttage, hvordan BECet, hhv. den termiske sky udvider sig.
For at undersøge udvidelsen af BECet, hhv. den termiske sky kan man se på, hvordan breddeforholdet ændrer sig som funktion af udvidelsestiden. I en fælde, hvor fældevinkelfrekvensen i x- og y-aksens retning er den samme, wx=wy, mens fældevinkelfrekvensen i z-aksens retning, wz, afviger fra disse, kan man undersøge breddeforholdet for atomskyen ved at se på udstrækningen af atomskyen i x- og z-aksens retning som funktion af udvidelsestiden.
Det viser sig, at der er forskel på, hvordan breddeforholdet, ændrer sig for den termiske sky, hhv. et BEC, da BECet er et kvantefysisk system med kun en enkelt kvantetilstand, mens den termiske sky besætter mange forskellige kvantetilstande (dvs. at bosonerne i den termiske sky okkuperer mange forskellige energiniveauer). Iflg. korrespondensprincippet, som blev formuleret af Bohr og Heisenberg, vil et kvantefysisk system, der har et 'stort' kvantetal, opfører sig i overensstemmelse med den klassisk mekanik.
Hvor breddeholdet, Rx/Rz, for den termiske sky går imod 1 som funktion af udvidelsestiden (den termiske sky bliver rund), bliver breddeforholdet for BECet over 1. At breddeforholdet bliver over 1 betyder, at BECet som funktion af udvidelsestiden bliver mere udstrakt på den led, hvor BECet i fælden var mindst udstrakt; dvs. i x- og y-aksens retning.
"Man kan forklare denne observation ud fra Heisenbergs ubestemthedsprincip, der er et kvantemekanisk fænomen: Når BEC’et befinder sig i magnetfeltet (fælden), er BECet mere udstrakt i z-aksens retning end i de to andre retninger. Det vil sige, at nøjagtigheden, hvormed positionen i x-aksens retning er bestemt, er større end nøjagtigheden, hvormed positionen i z-aksens retning er bestemt, når BECet befinder sig i fælden. Iflg. Heisenbergs ubestemthedsprincip medfører en stor bestemthed i positionen en tilsvarende stor ubestemthed i impulsen. Når vi slukker for fælden for atomskyen, vil BECet udvide sig hurtigere i x-aksens retning end i z-aksens retning, pga. den større spredning der er forbundet med impulsen i x-aksens retning. Det er derfor, at forholdet mellem BEC'ets bredde i x-, hhv. z-aksens retning bliver over 1." 

## Andet
Lene Vestergaard Hau chokerede i slutningen af 90'erne hele den videnskabelige verden ved at have sænket lysets hastighed til omkring 60 km/t, og senere i 2001 helt at have standset lyset ved at sende lyset igennem et BEC bestående af natriumatomer.
Grunden til at man kan sænke lysets hastighed i kondensater er, at lyset brydes i det medium, det bevæger sig igennem. Når man siger, at lysets hastighed er 3,0 × 108 m/s (mere præcist: 299.792.458 m/s) er dette i vakuum (stoftomt rum). Dvs. at lysets hastighed afhænger af, hvilket medium det bevæger sig i.